# Cheirimedeia similicarpa
Cheirimedeia similicarpa är en kräftdjursart som beskrevs av Chris Conlan 1983. Cheirimedeia similicarpa ingår i släktet Cheirimedeia och familjen Isaeidae. Inga underarter finns listade i Catalogue of Life.